# Carlos Bulla
Pour les articles homonymes, voir Bulla.
 (décembre 2017).
Si vous disposez d'ouvrages ou d'articles de référence ou si vous connaissez des sites web de qualité traitant du thème abordé ici, merci de compléter l'article en donnant les références utiles à sa vérifiabilité et en les liant à la section « Notes et références ».
Carlos Alberto Bulla (né le 6 octobre 1943 à Rosario en Argentine) est un footballeur argentin, qui évoluait au poste d'attaquant.

## Biographie

### Carrière en club
Il joue sept matchs en Copa Libertadores, inscrivant un but, et dispute également deux matchs en Coupe intercontinentale.

### Carrière en sélection
Il participe avec la sélection olympique aux Jeux olympiques d'été de 1964 organisées à Tokyo. Lors du tournoi olympique, il joue un match contre le Ghana, inscrivant un but à cette occasion.

## Palmarès
| Platense - Championnat d'Argentine : - Meilleur buteur : 1969 (Nacional) (14 buts). |  | Independiente - Copa Libertadores (1) : - Vainqueur : 1972. - Coupe intercontinentale : - Finaliste : 1972. |  | Atlético Nacional - Championnat de Colombie (1) : - Champion : 1976. |